# Polina Sergejewna Bogussewitsch

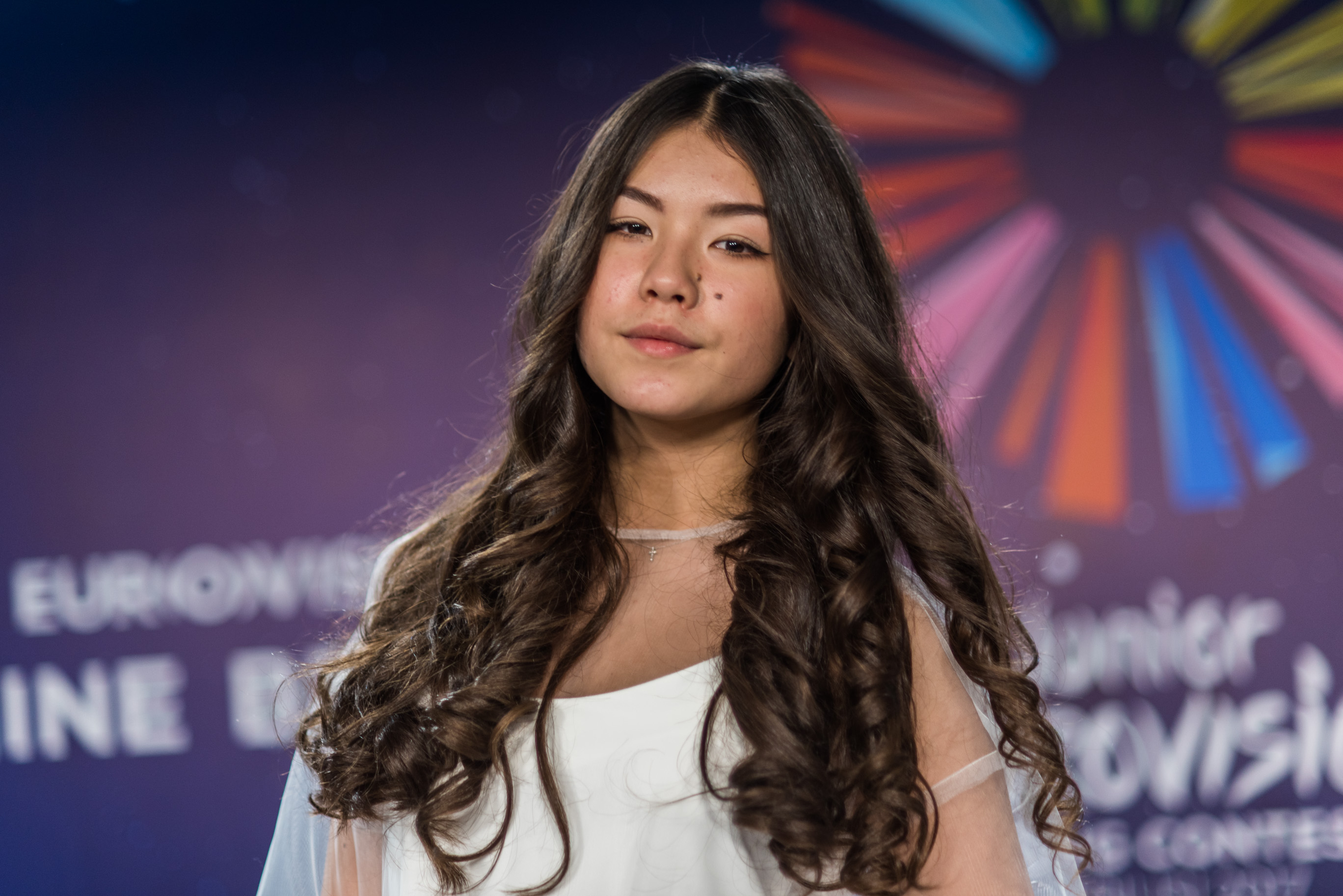
Polina Bogussewitsch beim Junior Eurovision Song Contest 2017

Polina Sergejewna Bogussewitsch (russisch: Полина Сергеевна Богусевич; * 4. Juli 2003 in Moskau) ist eine russische Sängerin. Sie ist die Gewinnerin des Junior Eurovision Song Contest 2017.

## Leben und Karriere

### Familie und Beginn der Karriere
Bogussewitsch wurde am 4. Juli 2003 in Moskau geboren, ihre Eltern heißen Yulia und Sergey. Sie ist russischer und koreanischer Abstammung, ihre Familie stammt aus Omsk. Bogussewitsch besucht eine Schule in Moskau und die Igor Krutoy Akademie für Populäre Musik. Ihre professionelle Gesangskarriere begann 2012, als sie am internationalen Kunstfestival in Nordmazedonien teilnahm. Später trat sie auch in Fernsehsendungen wie Okno v Parizh und Shkola muzyki auf. Von 2013 bis 2015 hatte sie Auftritte mit den Orchestern "Phonograph-Sympho-Jazz" und "Jazz Band Phonograph" von Sergey Zhilin.

### Seit 2014
2014 war Bogussewitsch Kandidatin bei der ersten Staffel der russischen Version von The Voice Kids, wo sie im Team von Dima Bilan war. Sie erreichte die Battles. Im gleichen Jahr nahm sie als eine von zwei russischen Teilnehmern auch am Children's New Wave teil, wo sie den zweiten Platz belegte. Außerdem nahm sie 2014 an den Fernsehprojekten „Lied des Jahres 2014“, „Weihnachtslied des Jahres 2014“ und „Kinderlied des Jahres 2014“ teil. Darüber hinaus erhielt sie einen Sonderpreis von Detsky Radio in der Kategorie Bestes Lied auf Russisch. 2015 nahm sie an San Remo Junior teil und erhielt ein Diplom 1. Grades.
Am 3. Juni 2017 gewann Bogussewitsch den russischen Vorentscheid für den Junior Eurovision Song Contest mit ihrem Lied Krylya (Flügel), das später den englischen Titel Wings bekam. Beim Junior Eurovision Song Contest 2017 in Tiflis gewann Bogussewitsch im Finale am 26. November 2017 mit 188 Punkten. Sie sorgte hiermit für den zweiten Sieg Russlands bei diesem Wettbewerb nach den Tolmatschowa-Schwestern 2006.

## Diskografie

### Singles
- Krylya / Wings (2017)
- Heavy On My Heart (2018)
- Ya ne odin (2018)